# ميخائيل بيرسون
ميخائيل بيرسون (بالإنجليزية: Michael Pearson)‏ هو مؤرخ ومتخصص بالأثريات بريطاني، ولد في 1936 في كنت في المملكة المتحدة، وتوفي في 2017.